# San Juan Chamelco
San Juan Chamelco – miasto w środkowej Gwatemali, w departamencie Alta Verapaz, leżące w odległości 10 km na południowy wschód od stolicy departamentu. Miasto jest siedzibą gminy o tej samej nazwie, która w 2012 roku liczyła 57 904 mieszkańców. Gmina jest niewielka, zajmuje powierzchnię 80 km², co sprawia, że średnie zlaudnienie wynosi ponad 487 osób/km².